# Giorgio Milanesi
Giorgio Milanesi (Magenta, 16 aprile 1942 – Magenta, 17 gennaio 2019) è stato un calciatore italiano, di ruolo attaccante.

## Carriera
Dopo aver militato nel Brescia dove ha disputato due campionati di B, totalizzando 18 gare e realizzando 5 reti, nel 1963 gioca una stagione a Lodi nel Fanfulla, poi passa al Novara, con cui vince il campionato di Serie C 1964-1965 e disputa tre campionati di Serie B per un totale di 94 partite e 10 gol. prima della nuova retrocessione in Serie C avvenuta nel 1968. Passa quindi alla Biellese in Serie D.

## Palmarès

### Club

#### Competizioni nazionali
- Serie C: 2

Novara: 1964-1965, 1969-1970